# Peñalba (Huesca)
Peñalba ist eine Gemeinde in der Provinz Huesca in der Autonomen Gemeinschaft Aragonien in Spanien. Sie liegt in der Comarca Monegros an der Straße N-II, die Saragossa mit Lleida verbindet.

## Bevölkerungsentwicklung seit 1991
| 1991 | 1996 | 2001 | 2004 | 2007 |
| ---- | ---- | ---- | ---- | ---- |
| 797  | 817  | 784  | 742  | 753  |

## Sehenswürdigkeiten
- Pfarrkirche Nuestra Señora de los Ángeles (18. Jahrhundert) in Form eines lateinischen Kreuzes
- Einsiedelei Santa Quiteria